# انتخابات سراسری آنگولا (۲۰۲۲)
انتخابات سراسری آنگولا در ۲۴ اوت ۲۰۲۲ برای انتخاب رئیس‌جمهور و مجلس ملی برگزار شد. رئیس‌جمهور فعلی ژائو لورنسو واجد شرایط برای یک دوره دیگر است. نتایج اولیه حاکی از آن است که MPLA انتخابات مجدد را با اکثریت کاهش یافته، اما با کسب ۱۲۴ کرسی و کسب ۵۱ درصد آرا برنده انتخابات شد. حزب اصلی اپوزیسیون یونیتا با ۴۴ درصد آرا ۹۰ کرسی را به دست آورد. حزب نوسازی اجتماعی (PRS)، جبهه آزادیبخش ملی آنگولا (FNLA) و حزب اومانیست آنگولا (PHA) هر کدام دو کرسی به دست آوردند.
در پایتخت، لواندا، بیش از ۶۰ درصد از رای‌دهندگان از مخالفان حمایت کردند.